# Hadži Pijada
Mošeja Hadži Pijada (ḤĀJI PIĀDA) ali mošeja Noh Gonbad (perzijsko مسجد نُه‌گنبد, latinizirano: mošeja devetih kupol) je zgodovinska zgradba v provinci Balh v severnem Afganistanu. Domneva se, da je to najstarejša islamska stavba v Afganistanu, ki sega v 9. stoletje ali morda v pozno 8. stoletje.

## Zgodovina
Gradnjo mošeje tradicionalno pripisujejo 9. stoletju na podlagi podobnosti z abasidskim slogom Samarre. Novejša študija arheologa Chahryarja Adleja predlaga, da je bila mošeja zgrajena prej, leta 794, na podlagi branja zgodovinskih virov, ocen, pridobljenih z radiokarbonskim datiranjem, in ponovne analize okrasnega sloga. Po tej hipotezi je bila mošeja zgrajena po ukazu takratnega barmakidskega guvernerja Horasana, Fazla ibn Džahje, ki ga je imenoval abasidski kalif Harun Al Rašid. Adle pravi, da je bila mošeja tudi zgrajena znotraj velikega, že obstoječega budističnega verskega kompleksa, imenovanega Nov-Bahar, ki je bil pod skrbništvom družine Barmakid več generacij pred tem.
Mošejo so sčasoma močno poškodovali potresi, verjetno že leta 819. Vse kupole mošeje so se od takrat zrušile. Najdišče je bilo leta 2006 uvrščeno na seznam 100 najbolj ogroženih svetovnih spomenikov Svetovnega sklada za spomenike. Pred tem so nad ruševinami mošeje že postavili kovinsko streho, da bi jo zaščitili pred vremenskimi vplivi, saj je struktura občutljiva na erozijo.
Leta 2006 je na podlagi prošnje afganistanskih oblasti, Unesca in francoske arheološke delegacije v Afganistanu (DAFA) mesto obiskala skupina strokovnjakov in predstavnik Aga Khan Trust for Culture. Leta 2009 se je na pobudo sklada Aga Khan za kulturo začelo ohranjanje najdišča, ki ga je financiralo veleposlaništvo ZDA v Kabulu v Afganistanu. Rekonstrukcijo je koordiniralo več znanstvenikov z univerze v Firencah v Italiji. Prva faza del je bila zaključena leta 2011. V okviru projekta je bila zgrajena večja začasna kovinska streha za zaščito lokacije pred dežjem, vetrom in drugimi naravnimi nesrečami.

## Opis
Stavba meri 20 krat 20 metrov. Zunanje stene so zidane z opeko. Notranjost je razdeljena na devet travej, od katerih je bila vsaka prvotno pokrita s kupolo. Stebri in oboki, ki delijo traveje, so okrašeni z globoko izrezljano štukaturo, ki prikazuje široko paleto oblik, slogovno primerljivih z abasidskim okrasjem v Mezopotamiji.
Romarji obiščejo grob svetnika Hadžija Pijade, ki je bil tam tudi pokopan.